# Comment dormir en paix
Pour plus de détails, voir Fiche technique et Distribution.
Comment dormir en paix (titre original : How to Sleep) est un court métrage d'animation américain de la série de Dingo, sorti le 25 décembre 1953 aux États-Unis, réalisé par les studios Disney.

## Synopsis
Dingo a un problème d'endormissements au travail, dans sa voiture, partout sauf sur son oreiller. Le narrateur explique alors l'histoire du sommeil, passant en revue cet "art" depuis la préhistoire jusqu'à l'époque actuelle.

## Fiche technique
- Titre Original : How to Sleep
- Autres titres [2]:
  - Finlande : Miten nukutaan, Sömnsvårigheter, Sömnsvårigheter
  - Italie : Pippo e il dormire
  - Suède : Jan Långbens problem, Jan Långbens sömnlösa natt,
- Série : Dingo sous-série Comment faire
- Réalisateur : Jack Kinney
- Scénario : Nick George, Milt Schaffer
- Voix [2]: Pinto Colvig (Goofy)
- Animateur [2]: Edwin Aardal[3], Jerry Hathcock, George Nicholas
- Layout : Bruce Bushman
- Décors : Claude Coats
- Effets d'animation : Dan McManus
- Musique[2]: Edward H. Plumb
- Producteur : Walt Disney
- Société  de  production : Walt Disney Productions
- Distributeur : RKO Radio Pictures
- Date de sortie : 25 décembre 1953
- Format d'image : Couleur (Technicolor)
- Son : Mono (RCA Sound System)
- Durée[3] : 6 min 33 s
- Langue : Anglais
- Pays de production :  États-Unis

## Voix françaises

### 1erdoublage (exploité dansMickey, Donald, Pluto et Dingo en vacances, 1974)
- Michel Roux : Narrateur
- Pierre Garin : Dingo
- Pierre Collet : Le patron de Dingo

### 2edoublage (1989)
- Roger Carel : Narrateur
- Roger Lumont : Dingo / Le patron de Dingo
- Gérard Rinaldi : Dingo (version alternative 1991)